# Museum Schmelzra

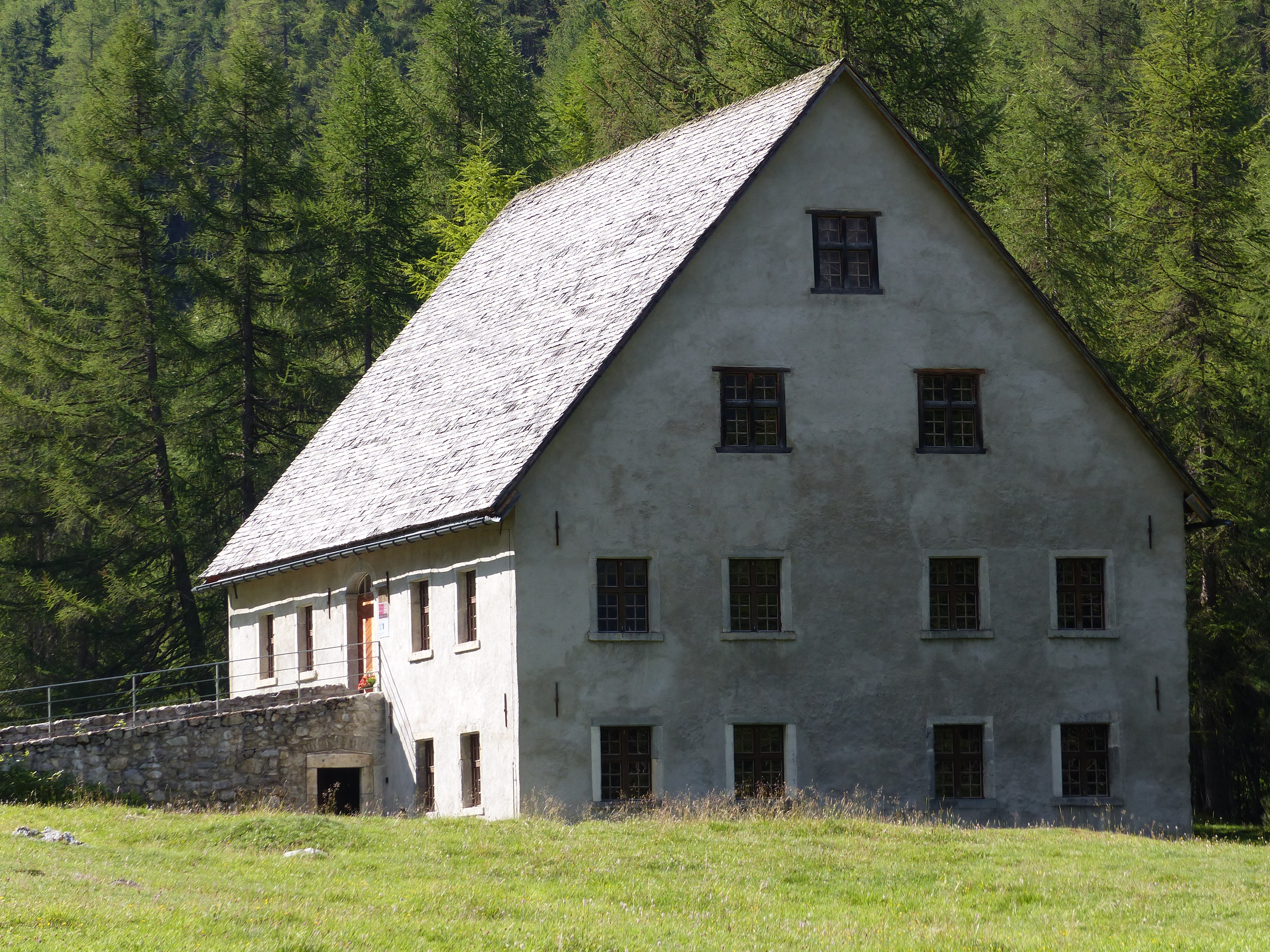
Das Museum Schmelzra

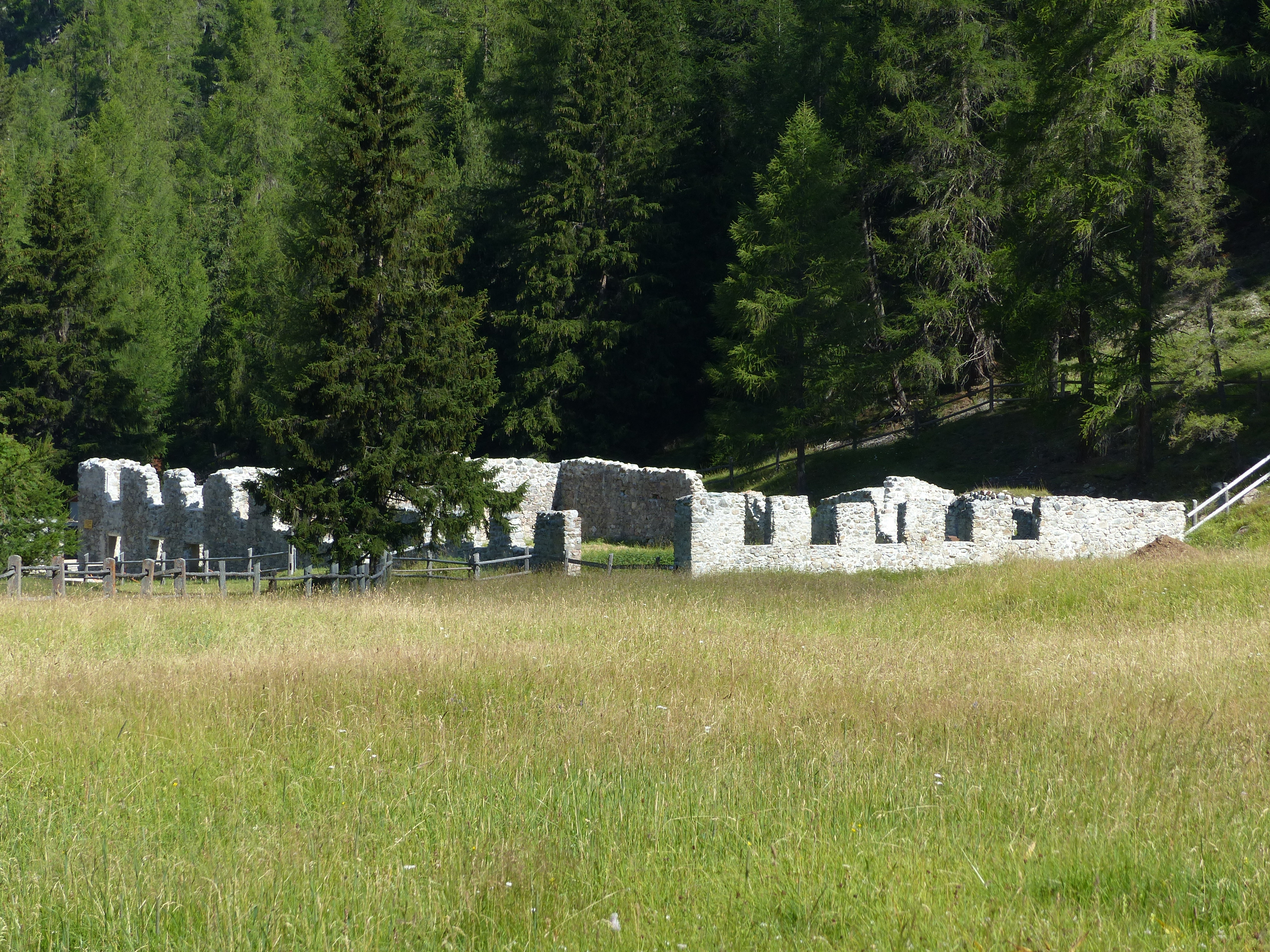
Ruine Untermadlain

Das Museum Schmelzra (Schmelzra rätoromanisch veraltet für Schmelze, Bergwerkshütte, vollständiger Museumsname im Idiom Vallader Museum dals miniers e dad uors = Museum der Bergleute und des Bären) ist ein Bergbau- und Bärenmuseum im Unterengadiner Ort S-charl im Kanton Graubünden. Es liegt auf dem Territorium des Schweizerischen Nationalparks.

## Geschichte
Das Museum wurde 1987–89 von der Stiftung (rätoromanisch: Fundaziun) Museum Schmelzra S-charl gebaut. 

### Bergbau in S-charl
S-charl war im Mittelalter und in der Frühen Neuzeit vom Bergbau geprägt. Von 1317 bis 1652 wurden am Mot Madlain in Handarbeit Silber- und Bleierz abgebaut und eingeschmolzen. Im 19. Jahrhundert kam es noch einmal zu einer kurzfristigen Renaissance des Bergbaus. In der zweiten Hälfte des 19. Jahrhunderts aufgegeben, zerfiel die Schmelzra.

### Braunbär
Am 1. September 1904 wurde bei S-charl der letzte Schweizer Braunbär geschossen und in Scuol zur Schau gestellt.